# 李敬揆
李敬揆（1960年9月21日—）是韩国的演员、喜剧演员、主持人、制片人和剧作家。
女兒為演員李禮琳。

## 生涯
李敬揆在1981年以MBC搞笑比赛正式出道。
李敬揆是8届演艺大赏的获奖者（MBC 1991，1992，1997，2004，2005 / KBS 2010 / SBS 2014年）。这是继刘在锡（19次）之后第二个记录，与刘在石、姜虎东一起实现了三大电视台演艺大赏的大满贯。另外在MBC电视台演艺大赏中获得了6次大赏获奖，与刘在錫共同获得最多。
李敬揆出道近40年无一次绯闻，以彻底的自我管理维持良好的艺人形象，刘在锡、姜鎬童、朴明洙、金九拉、申东烨等众多综艺人给予李敬揆“受尊敬的国民MC”的评价。
李敬揆的外号有“综艺教父”、“GOD敬揆”、“综艺九段”、“敬揆翁”、“治愈的父亲”、“道路上的良心”、“元祖發火MC”等。
李敬揆代表作有：MBC《青春万万岁》、《周日星期日晚上》（《良心见闻号》、《传播见闻》、《伟大的传》、《想像遠征隊》、《隐藏摄像机》、《男人的資格》、SBS《Healing Camp》、《拜托爸爸》、《鲫鱼餅》、《Quiz第六感对决》、tvN《火星人病毒》、《禮琳的万物卡车》，JTBC《请给一顿饭show》，Channel A《都市渔夫》等。
将YG娱乐公司的“YG”命名为“YG”的人就是李敬揆。李敬揆对梁鉉錫做了“梁君”的外号为契机，在《Healing Camp》中表示。
李敬揆是让姜鎬童首次踏入演艺界的“罪魁祸首”。当时的人气喜剧演员、演艺界地位非常高的李敬揆在寻找新的人才的过程中发现了姜鎬童。李敬揆说：“如果姜鎬童不能成为超级明星的话，我就在演艺界退休。”此后，姜鎬童决定相信李敬揆而追随李敬揆。随着时间的流逝，姜鎬童将成为韩国最棒的MC。对于姜鎬童来说，李敬揆是人生的老师，也是演艺界最棒的前辈。另一方面，李敬揆开始把跟随他的艺人称呼为“揆line”。

## 综艺节目

### 主持节目列表
| 日期                                                       | 电视台    | 节目名称              |
| ---------------------------------------------------------- | --------- | --------------------- |
| 2009年–2013年                                              | KBS       | 《男人的资格》        |
| 2011年7月18日至2015年7月20日                               | SBS       | 《Healing Camp》      |
| 2015年2月20日至2月21日（试播）2015年3月21日－2015年11月1日 | SBS       | 《拜托爸爸》          |
| 2016年10月19日－至今                                       | JTBC      | 《请给一顿饭show》    |
| 2017年9月7日-至今                                          | channel A | 《都市渔夫》          |
| 2018年9月7日－2018年10月26日                               | SBS       | 《有品位地吃吧》      |
| 2019年10月25日-至今                                        | KBS2      | 《新品上市 便利餐廳》 |
| 2019年11月4日-至今                                         | KBS2      | 《狗狗很優秀》        |
| 2021年7月16日-                                             | SBS       | 《結伙072》           |

### 綜藝節目嘉賓
| 日期          | 電視節目           | 備註                                           |
| ------------- | ------------------ | ---------------------------------------------- |
| 2013年4月28日 | SBS《running man》 | 与金吝劝、柳贤庆一起，宣传电影《全国歌唱竞赛》 |
| 2016年1月9号  | MBC《无限挑战》    | 与金九拉、尹钟信等一起                         |
| 2017年4月1号  | jtbc《认识的哥哥》 |                                                |